# بنوید
بنوید روستایی، از توابع شهرستان نائین است و دارای دو بخش مجزاء به نامهای بنوید علیا و بنوید سفلی است.
بنوید در جنوب غربی شهرستان نائین قرار دارد که از جنوب به رشته کوه‌های پرویز و از شمال به روستای زندوان ختم می‌شود.